# 阿特貝里 (伊利諾伊州)
阿特貝里（英語：Atterberry）是位於美國伊利諾伊州默納德縣的一個非建制地區。該地的面積和人口皆未知。

## 地理
阿特貝里的座標為40°03′39″N 89°55′25″W / 40.06083°N 89.92361°W，而該地的平均海拔高度為182米（即597英尺）。